# Zagrebška stolnica
Stolnica Marijinega vnebovzetja in sv. Štefana in Ladislava, obče poznana kot Zagrebška katedrala, je stolnica osrednje in največje hrvaške nadškofije (od 1852) v Zagrebu. Posvečena je Marijinemu vnebovzetju ter ogrskima kraljema svetemu Štefanu I. ter svetemu Ladislavu I. Je največja cerkev na Hrvaškem.
Graditi se je začela z ustanovitvijo zagrebške škofije leta 1093. Slog arhitekture je bil romansko-gotski. Gradnja je trajala sorazmerno dolgo, tako da je bila cerkev zgotovljena in posvečena šele leta 1217. Kmalu zatem je bila močno poškodovana zaradi vdora Mongolov leta 1242, a jo je škof Timotej (1263–1287) začel temeljito prenavljati v gotskem stilu.
Obnova se je nadaljevala v 14. in 15. stoletju. V 16. stoletju je bila katedrala utrjena z obzidjem in stolpi, v 17. pa je dobila svoj masiven renesančni zvonik. Požari in vdori sovražnikov so jo večkrat poškodovali, a največ škode je utrpela v potresu leta 1880. Po potresu je bila izpeljana temeljita obnova katedrale v neogotskem stilu (1880–1906) po načrtih avstrijskega arhitekta Friedricha von Schmidta, dela pa je vodil Hermann Bollé. Takrat je cerkev dobila današnjo podobo z dvema zvonikoma, visokim ostrešjem, novimi stebri in oltarji, ki so zamenjali baročne iz 18. stoletja. Namesto starih grobnic škofov in imenitnikov je bila zgrajena nova grobnica izza glavnega oltarja za zagrebške nadškofe. Med drugimi so v cerkvi pokopani: hrvaška junaka Peter Zrinski in Fran Krsto Frankopan, katerih kosti so bile semkaj prinešene leta 1919 iz Dunajskega Novega mesta, Ivan Anton Zrinski, Evgen Kvaternik, in drugi. V njej počivajo tudi prvi zagrebški nadškof Jurij Haulik, kakor tudi zadnji trije zagrebški nadškofi blaženi Alojzije Stepinac, Franjo Šeper in Franjo Kuharić.
5. junija 2011 je stolnico obiskal papež Benedikt XVI., kjer je molil na Stepinčevem grobu.

## Galerija
- Zagrebška stolnica iz zraka
- Obnovljena cerkev, konec 19. stoletja
- Glavna ladja
- Napis v glagolici
- Spomenik Juriju Hauliku 1887 (Ivan Rendić - 1849-1932)
- Sarkofag blaženega Alojzija Stepinca
- Stolnica brez "špice". Južno je odnesel potres 22. marca 2020, severno pa so umetno odstranili kmalu za tem
- 17. aprila 2020 so uspešno z eksplozijo odstranili severni vrh zvonika in ga spustili varno na zemljo